# 胜利之后圣母堂 (布拉格)
胜利之后圣母堂（Kostel Panny Marie Vítězné）是捷克首都布拉格小城的一座教堂，属于加尔默罗会，因供奉有布拉格耶稣圣婴像（Infant Jesus of Prague），而於天主教內十分有名，相傳該聖像原本是聖女大德蘭供奉。1924年，羅馬教皇庇護十一世為該聖像舉行加冕儀式。